# Aloe bera
Aloe bera é uma espécie de liliopsida do gênero Aloe, pertencente à família Asphodelaceae.